# Trash Candy
Trash Candy so Slovenska pop punk / rock skupina. 
Skupina je nastala leta 2009. Od začetka 2010 igra predvsem na odrih širom Evrope. Oder so si delili s skupinami kot so MxPx, Implants, John Coffey, A wilhelm scream, Nations afire, Elvis Jackson, S.A.R.S in drugimi.
V letu 2010 so sodelovali pri projektu Rokerji pojejo pesnike, kjer so uglasbili besedilo pesmi »Kamna« avtorja Iva Stropnika. Junija 2011 so izdali prvi single in videospot za komad »Dance«. 
Septembra 2011 so izdali prvenec z naslovom What's your story?, ki ga je moč brezplačno potegniti iz spleta. Album vsebuje 10 pesmi različne tematike. Vse pesmi so v angleškem jeziku, razen pesmi »Kamna«. Album je moč tudi kupiti. Hard-copy verzija vsebuje dve dodatni pesmi. Marca 2012 so izdali nov singl in videospot za komad »Once again«. V juniju 2012 so postali MTV Adria band leta 2012, po izboru poslušalcev.
Konec poletja in jesen 2012 so preživeli s koncerti po Sloveniji, Portugalski in Avstriji. Prejeli so nominacijo za BEST ADRIA ACT 2012 na prireditvi MTV EMA. 17. septembra so izdali svoj tretji single in videospot za komad "Remember!".
Aprila 2013 izdajo nov videospot, tokrat v čistem DIY slogu, za komad "Rush hour".
Junija se udeležijo dobrodelne akcije Sk8aj s srcem, kjer v pomoč Tomažu Praunsiesu, pomagajo zbirat sredstva za družine v stiski. 
Septembra 2013 izzide njihova druga plošča z naslovom "Running from something, searching for anything" pri založbi Mascom records. 
Nemalo zatem jim uspe veliki met z nastopom na Evropski različici popularnega Vans Warped tour-a na Dunaju.  

## 2014
Pričnejo sodelovati z eno največjih evropskih booking agencij Destiny tourbooking, ki med drugim skrbi za bende kot so NOFX, Pennywise, Mad Caddies...
Februarja jih zapusti bobnar Niko Rakušček, na njegovo mesto stopi Tomaž Medvar.
Marca napovejo novo evropsko turnejo, ki pa tokrat ni omejena le na klubsko sceno ampak jih je moč videti tudi na festivalih kot Mair1 v Nemčiji, Mighty sounds na Češkem in Laut&Bunt fest v Nemčiji.
Avgusta se odpravijo na krajšo nekaj dnevno turnejo še na Nizozemsko in Nemčijo.
Septembra objavijo odhod pevke Pije Tušek.
Po nekaj mesečnem hiatusu, decembra predstavijo novo pevko Špelo Gorogranc - Shano, ki se uspešno predstavi z nastopom benda v nemškem reality showu Berlin Tag&Nacht, ki ga predvaja tv postaja RTL II.

## 2015
Januarja napovejo odhod v studio, kjer posnamejo tretjo ploščo z naslovom Focus, izzide 12. oktobra istega leta.
Septembra izide nov singel in videospot za komad Lone wolf, ki nosi močno sporočilo proti sovražnosti in napoveduje neko novo obdobje benda, ki nakazuje na bolj aktivno, družbeno-kritično vlogo.
"Focus" je na najbolj obiskani spletni strani 24ur.com med top 12 albumi leta.

## 2016
Uspešno leto kronajo z videospotom in singlom "Should have listened", se odpravijo na turnejo po Evropi in zaključijo z izjemnim nastopom na Kurzschlussu.  

## Diskografija
- What's Your Story? (2011)
- Running from Something, Searching for Anything (2013)
- Focus (2015)